# Didymodon argentinicus
Didymodon argentinicus là một loài Rêu trong họ Pottiaceae. Loài này được (Paris) Paris mô tả khoa học đầu tiên năm 1904.